# Trần Quý Thắng
Trần Quý Thắng (sinh năm 1957) là một Trung tướng Công an nhân dân Việt Nam. Ông từng giữ chức Phó Tổng cục trưởng Tổng cục Tình báo (Tổng cục V), Bộ Công an Việt Nam cho đến khi cơ quan này bị giải tán vào năm 2018. Ông cũng từng là Thư ký Bộ trưởng Bộ Công an Lê Hồng Anh.

## Sự nghiệp
Ông sinh năm 1957.
Ông có học vị tiến sĩ, học hàm phó giáo sư ngành Khoa học an ninh, chuyên ngành Tình báo an ninh.
Năm 2008, ông mang quân hàm Đại tá, giữ chức vụ Thư ký Bộ trưởng Bộ Công an Lê Hồng Anh.
Năm 2009, ông mang quân hàm Đại tá, giữ chức vụ Phó Tổng cục trưởng, Thư ký Bộ trưởng Bộ Công an Lê Hồng Anh.
Ngày 2 tháng 8 năm 2011, ông Lê Hồng Anh thôi chức Bộ trưởng Bộ Công an, thay thế Lê Hồng Anh là Trung tướng Trần Đại Quang.
Năm 2012, Trần Quý Thắng mang quân hàm Thiếu tướng, giữ chức vụ Phó Tổng cục trưởng Tổng cục Tình báo (Tổng cục V), Bộ Công an Việt Nam.
Năm 2013, 2014, 2015, 2016, ông mang quân hàm Trung tướng, giữ chức vụ Phó Tổng cục trưởng Tổng cục Tình báo (Tổng cục V), Bộ Công an Việt Nam.